# 但尼丁市政厅
但尼丁市政厅（Dunedin Town Hall）是新西兰但尼丁市的一座市政大楼，是达尼丁市议会的所在地。它位于城市中心的八角广场（The Octagon）到Moray Place，占据整个街区。它的最古老的部分是新西兰现存唯一的维多利亚风格的市政厅。

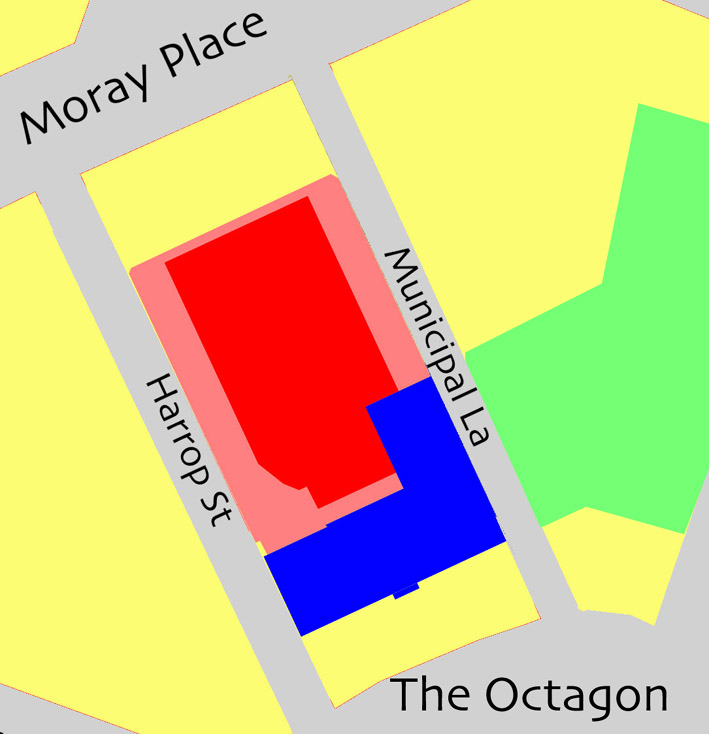
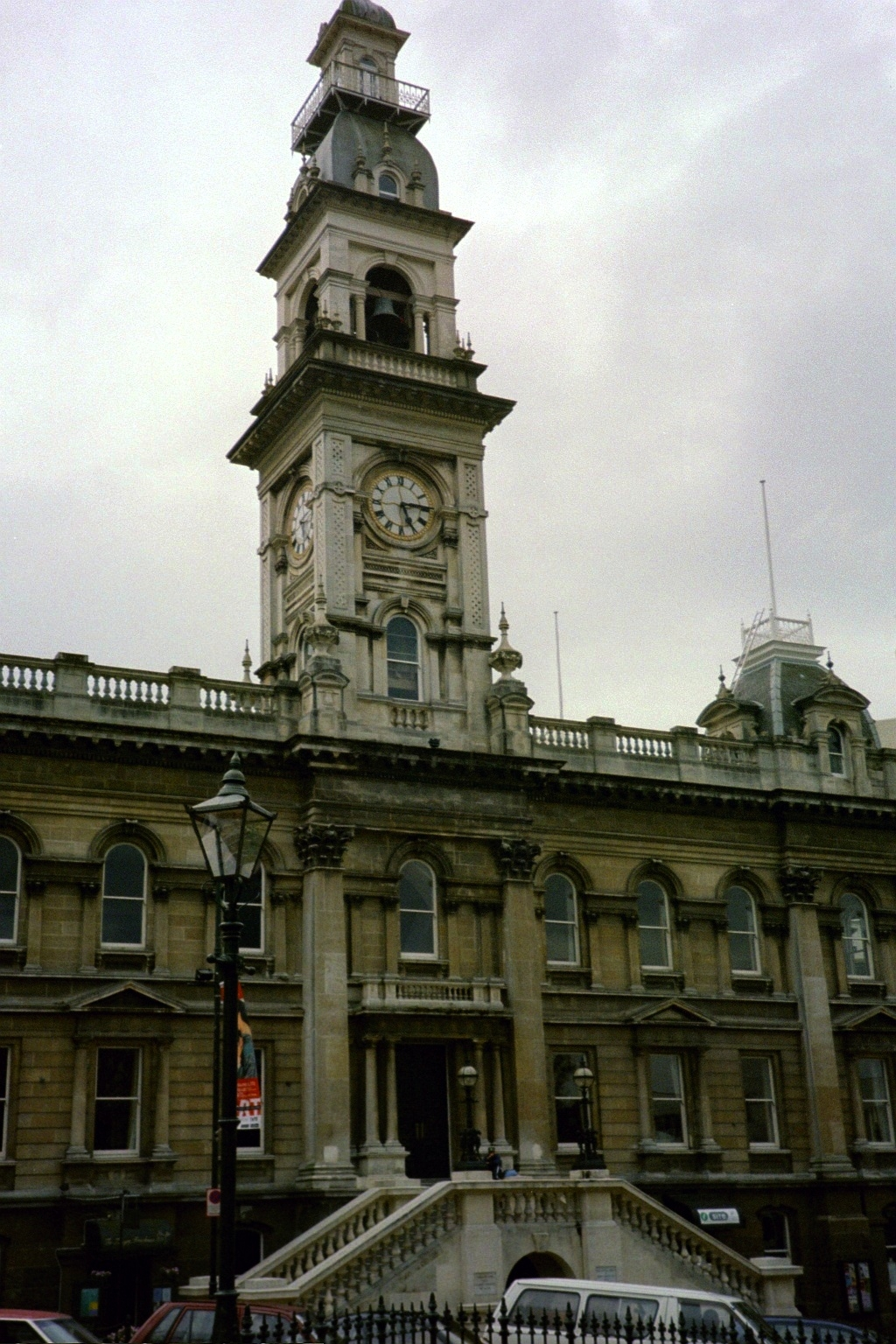
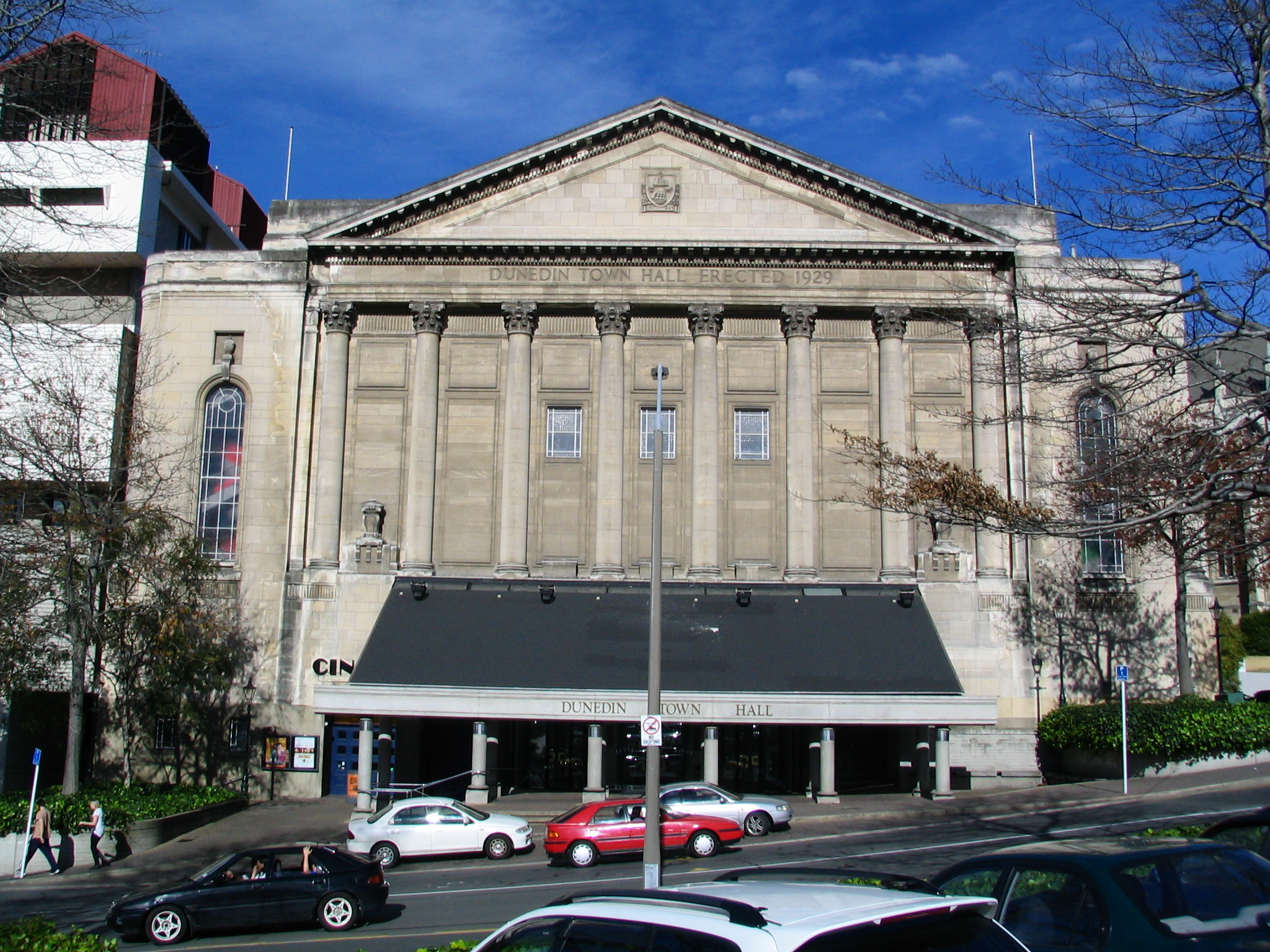
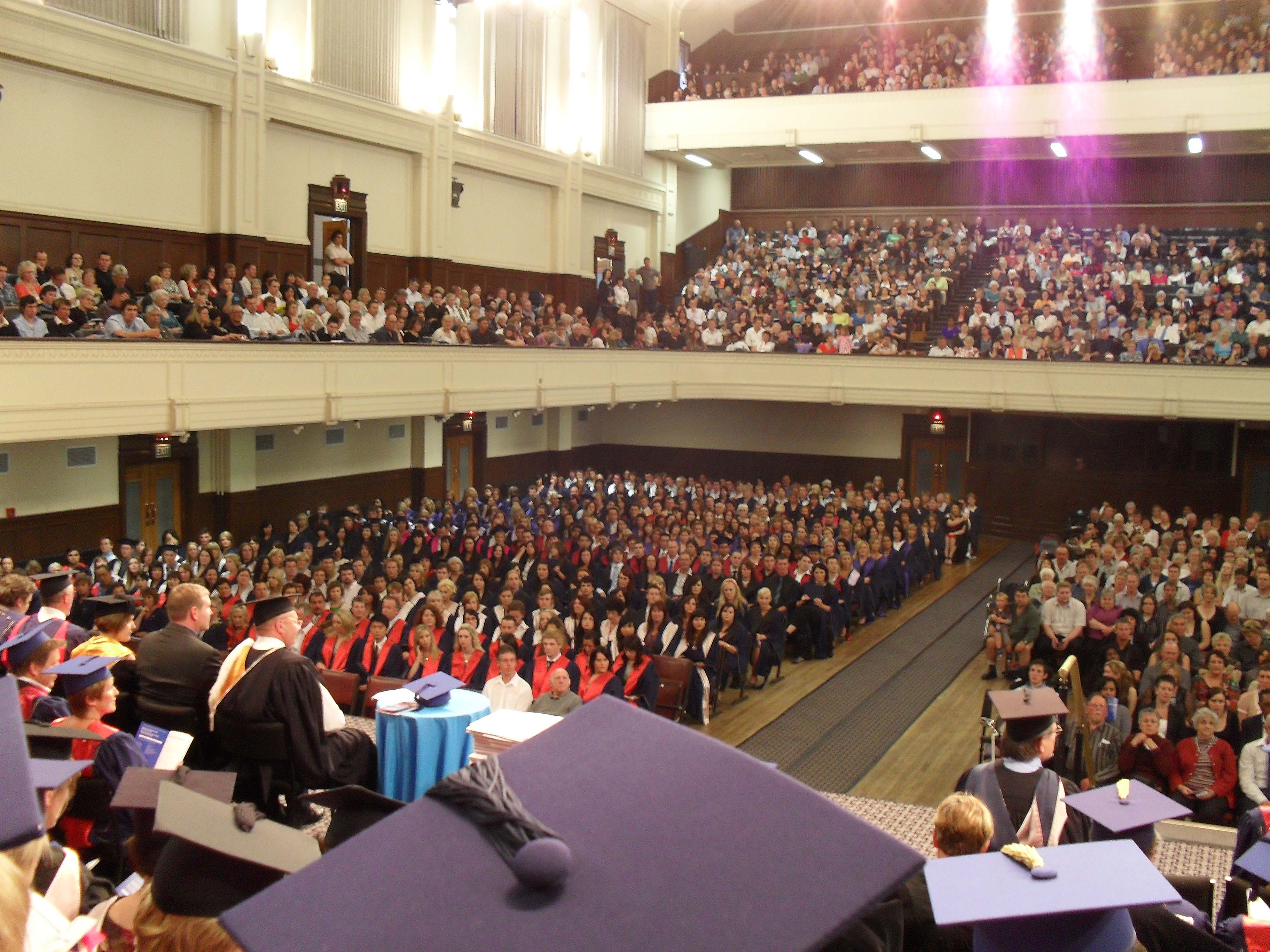
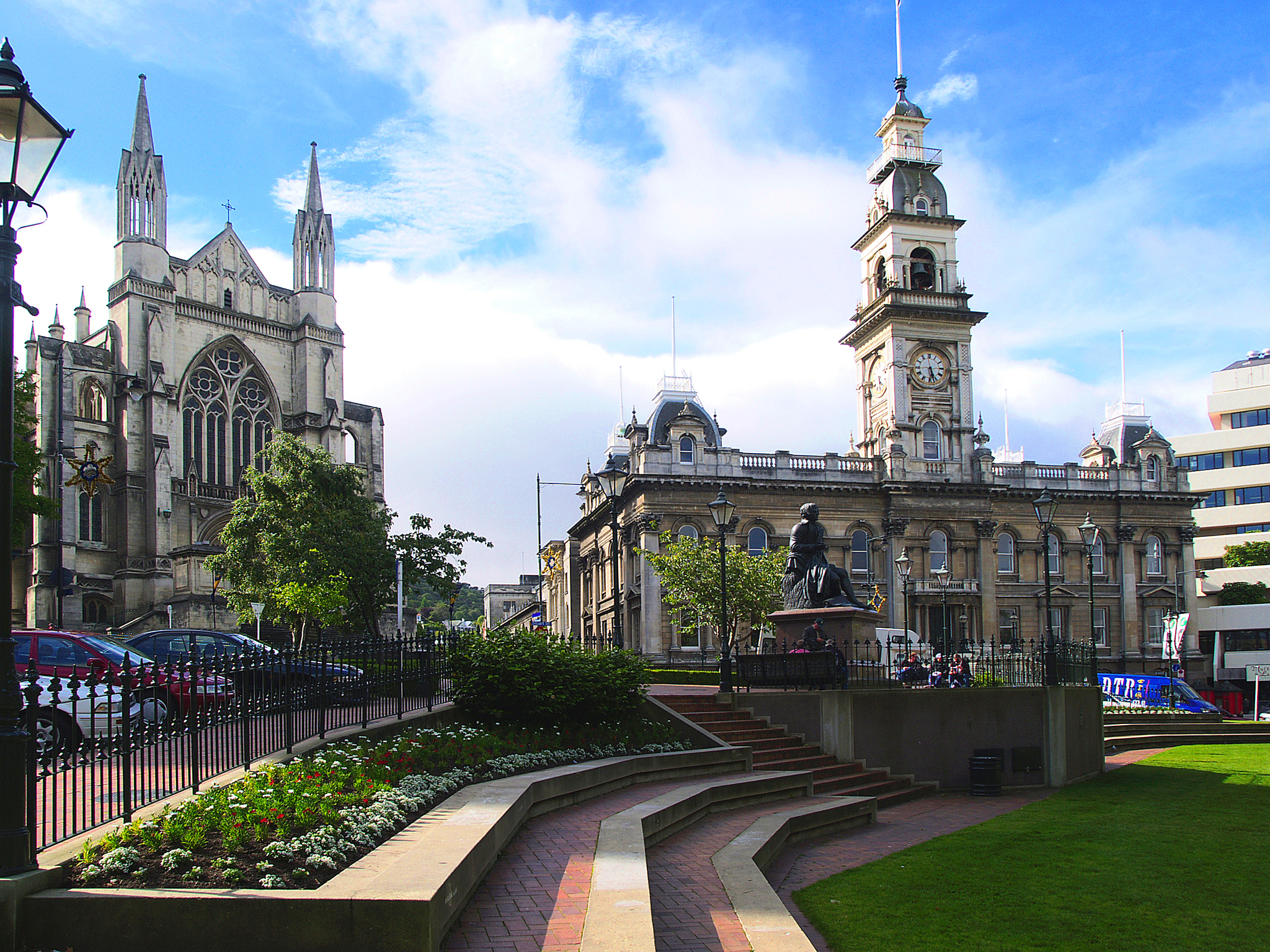
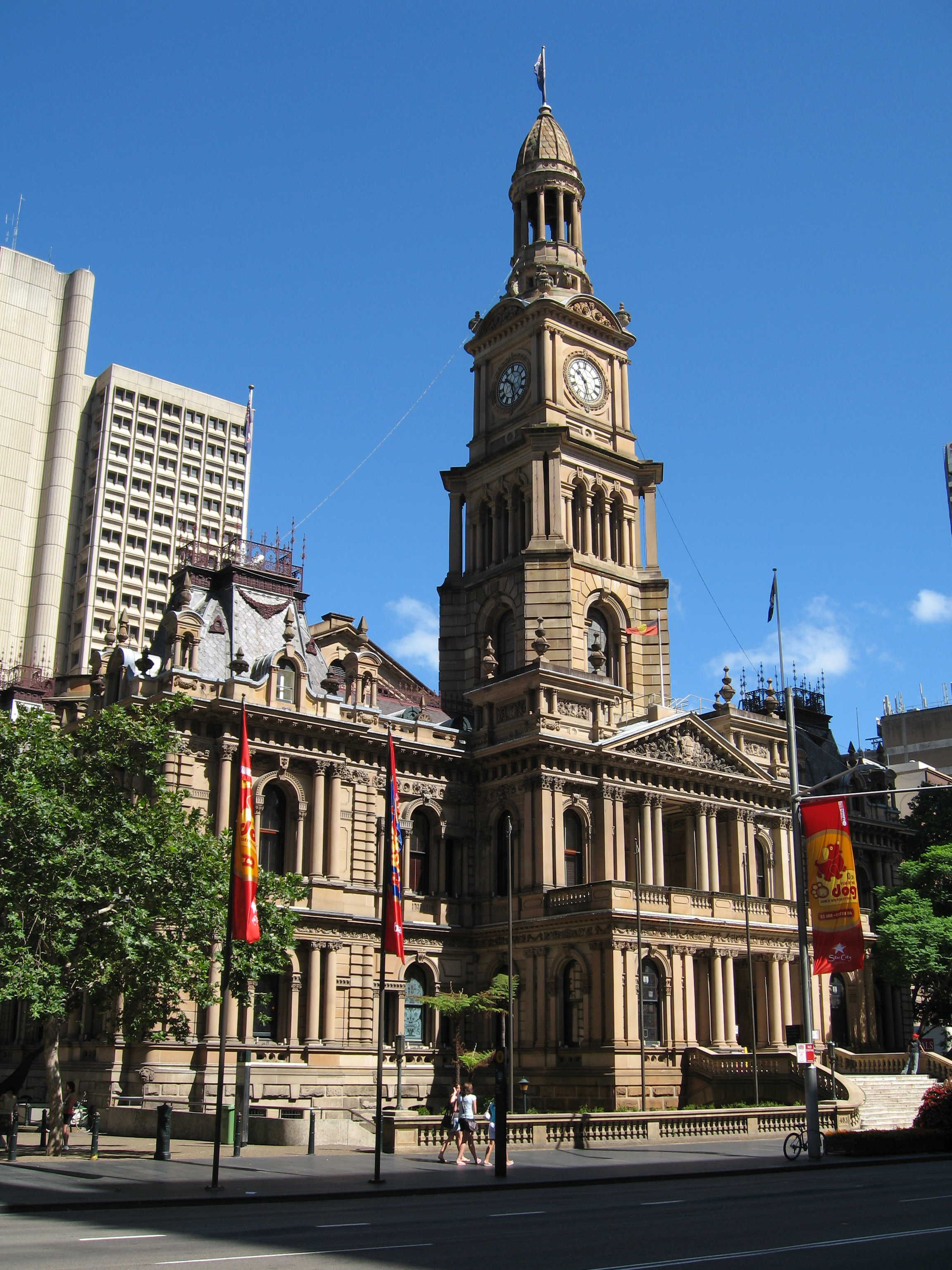